# باربرا ليون
باربرا ليون (بالإنجليزية: Barbara Lyon)‏ هي مغنية وممثلة أمريكية، ولدت في 9 سبتمبر 1931 في هوليوود في الولايات المتحدة، وتوفيت في 10 يوليو 1995 في لندن الكبرى في المملكة المتحدة بسبب نزف مخي.

## وصلات خارجية
- باربرا ليون على موقع IMDb (الإنجليزية)
- باربرا ليون على موقع ميوزك برينز (الإنجليزية)
- باربرا ليون على موقع ديسكوغز (الإنجليزية)
- باربرا ليون على موقع قاعدة بيانات الفيلم (الإنجليزية)